# Leucopholis plagiata
Leucopholis plagiata är en skalbaggsart som beskrevs av Blanchard 1851. Leucopholis plagiata ingår i släktet Leucopholis och familjen Melolonthidae. Inga underarter finns listade i Catalogue of Life.